# Europamästerskapen i friidrott 2024 – Herrarnas stavhopp
Herrarnas stavhopp vid europamästerskapen i friidrott 2024 avgjordes mellan den 10 och 12 juni 2024 på Olympiastadion i Rom i Italien.
Guldet togs av svenske Armand Duplantis efter ett hopp på 6,10 meter, vilket blev ett nytt mästerskapsrekord. Silvret togs av grekiske Emmanouil Karalis och det blev delat brons mellan turkiske Ersu Şaşma och tyske Oleg Zernikel.

## Rekord
| Rekord inför EM 2024 | Rekord inför EM 2024   | Rekord inför EM 2024 | Rekord inför EM 2024 | Rekord inför EM 2024 |
| -------------------- | ---------------------- | -------------------- | -------------------- | -------------------- |
| Världsrekord         | Armand Duplantis (SWE) | 6,24 m               | Xiamen, Kina         | 20 april 2024        |
| Europarekord         | Armand Duplantis (SWE) | 6,24 m               | Xiamen, Kina         | 20 april 2024        |
| Mästerskapsrekord    | Armand Duplantis (SWE) | 6,06 m               | München, Tyskland    | 20 augusti 2022      |
| Världsårsbästa       | Armand Duplantis (SWE) | 6,24 m               | Xiamen, Kina         | 20 april 2024        |
| Europaårsbästa       | Armand Duplantis (SWE) | 6,24 m               | Xiamen, Kina         | 20 april 2024        |

## Program
Alla tider är lokal tid (UTC+1)
| Datum        | Tid   | Omgång |
| ------------ | ----- | ------ |
| 10 juni 2024 | 10:18 | Kval   |
| 12 juni 2024 | 20:20 | Final  |

## Resultat

### Kval
Kvalregler: Hopp på minst 5,75 meter 0Q0 eller de 13 friidrottare med högst hopp 0q0 gick vidare till finalen.
| Placering | Grupp | Namn                  | Nationalitet  | 5,25 | 5,45 | 5,60 | 5,75 | 5,79 | Höjd  | Noteringar |
| --------- | ----- | --------------------- | ------------- | ---- | ---- | ---- | ---- | ---- | ----- | ---------- |
| 1         | A     | Oleg Zernikel         | Tyskland      | –    | o    | o    |      |      | 5,60  | 0q0        |
| 1         | A     | Armand Duplantis      | Sverige       | –    | –    | o    |      |      | 5,60  | 0q0        |
| 1         | B     | Torben Blech          | Tyskland      | –    | o    | o    |      |      | 5,60  | 0q0        |
| 1         | B     | Ben Broeders          | Belgien       | –    | o    | o    |      |      | 5,60  | 0q0        |
| 1         | B     | David Holý            | Tjeckien      | o    | o    | o    |      |      | 5,60  | 0q0        |
| 6         | B     | Robin Emig            | Frankrike     | o    | xo   | o    |      |      | 5,60  | 0q0        |
| 6         | B     | Piotr Lisek           | Polen         | –    | xo   | o    |      |      | 5,60  | 0q0        |
| 6         | A     | Ersu Şaşma            | Turkiet       | –    | xo   | o    |      |      | 5,60  | 0q0        |
| 9         | A     | Thibaut Collet        | Frankrike     | –    | xxo  | o    |      |      | 5,60  | 0q0        |
| 9         | A     | Emmanouil Karalis     | Grekland      | –    | xxo  | o    |      |      | 5,60  | 0q0        |
| 11        | A     | Matej Ščerba          | Tjeckien      | xxo  | xxo  | xo   |      |      | 5,60  | 0q0        |
| 12        | A     | Baptiste Thiery       | Frankrike     | o    | o    | xxo  |      |      | 5,60  | 0q0        |
| 13        | B     | Menno Vloon           | Nederländerna | –    | xo   | xxo  |      |      | 5,60  | 0q0        |
| 14        | A     | Pedro Buaró           | Portugal      | o    | o    | xxx  |      |      | 5,45  |            |
| 14        | B     | Valters Kreišs        | Lettland      | o    | o    | xxx  |      |      | 5,45  |            |
| 14        | A     | Bo Kanda Lita Baehre  | Tyskland      | –    | o    | xxx  |      |      | 5,45  |            |
| 17        | A     | Simen Guttormsen      | Norge         | xo   | o    | xxx  |      |      | 5,45  |            |
| 18        | B     | Tommi Holttinen       | Finland       | o    | xo   | xxx  |      |      | 5,45  |            |
| 19        | B     | Urho Kujanpää         | Finland       | o    | xxo  | xxx  |      |      | 5,45  |            |
| 19        | B     | Vladyslav Malychin    | Ukraina       | o    | xxo  | xxx  |      |      | 5,45  |            |
| 21        | B     | Simone Bertelli       | Italien       | o    | xxx  |      |      |      | 5,25  |            |
| 21        | B     | Paweł Wojciechowski   | Polen         | o    | xxx  |      |      |      | 5,25  |            |
| 21        | B     | Dominik Alberto       | Schweiz       | o    | xxx  |      |      |      | 5,25  |            |
| 24        | A     | Illia Kravchenko      | Ukraina       | xo   | xxx  |      |      |      | 5,25  |            |
| 24        | A     | Juho Alasaari         | Finland       | xo   | xxx  |      |      |      | 5,25  |            |
| 26        | A     | Claudio Stecchi       | Italien       | xxo  | xxx  |      |      |      | 5,25  |            |
|           | B     | Ioannis Rizos         | Grekland      | xxx  |      |      |      |      | NM    |            |
|           | A     | Robert Sobera         | Polen         | –    | xxx  |      |      |      | NM    |            |
|           | A     | Ivan Horvat           | Kroatien      | xxx  |      |      |      |      | NM    |            |
|           | B     | Pål Haugen Lillefosse | Norge         |      |      |      |      |      | 0DNS0 |            |

### Final
| Placering | Namn              | Nationalitet  | 5,35 | 5,50 | 5,65 | 5,75 | 5,82 | 5,87 | 5,92 | 5,97 | 6,02 | 6,10 | 6,25 | Höjd | Noteringar |
| --------- | ----------------- | ------------- | ---- | ---- | ---- | ---- | ---- | ---- | ---- | ---- | ---- | ---- | ---- | ---- | ---------- |
| 1         | Armand Duplantis  | Sverige       | -    | -    | o    | -    | o    | -    | o    | o    | -    | o    | xxx  | 6,10 | 0MR0       |
| 2         | Emmanouil Karalis | Grekland      | -    | o    | o    | o    | xo   | o    | x-   | x-   | x    |      |      | 5,87 | 0PB0       |
| 3         | Ersu Şaşma        | Turkiet       | -    | o    | o    | o    | xo   | xxx  |      |      |      |      |      | 5,82 | 0=SB0      |
| 3         | Oleg Zernikel     | Tyskland      | -    | o    | o    | o    | xo   | xxx  |      |      |      |      |      | 5,82 | 0SB0       |
| 5         | Thibaut Collet    | Frankrike     | -    | xo   | xo   | o    | xo   | xxx  |      |      |      |      |      | 5,82 |            |
| 6         | Piotr Lisek       | Polen         | -    | xo   | o    | o    | xxx  |      |      |      |      |      |      | 5,75 |            |
| 6         | Torben Blech      | Tyskland      | -    | o    | xo   | o    | xxx  |      |      |      |      |      |      | 5,75 |            |
| 8         | Menno Vloon       | Nederländerna | -    | xo   | o    | xxo  | xxx  |      |      |      |      |      |      | 5,75 |            |
| 9         | Baptiste Thiery   | Frankrike     | o    | xo   | xxo  | xxo  | xxx  |      |      |      |      |      |      | 5,75 | 0=PB0      |
| 10        | Matej Ščerba      | Tjeckien      | o    | o    | xo   | xxx  |      |      |      |      |      |      |      | 5,60 |            |
| 11        | Robin Emig        | Frankrike     | o    | xxo  | xxo  | xxx  |      |      |      |      |      |      |      | 5,65 |            |
| 12        | David Holý        | Tjeckien      | o    | o    | xxx  |      |      |      |      |      |      |      |      | 5,50 |            |
| 13        | Ben Broeders      | Belgien       | -    | xo   | xxx  |      |      |      |      |      |      |      |      | 5,50 |            |